# Мельес, Гастон
Гасто́н Мелье́с (фр. Gaston Méliès, 12 февраля 1852 — 9 апреля 1915) — французский предприниматель, режиссёр.

## Краткая биография
Известен, в первую очередь, как старший брат французского режиссёра Жоржа Мельеса. Гастон регулярно распространял фильмы брата, а также помогал ему писать его ранние немые короткометражки, наиболее известная из которых — «Путешествие на Луну». Он также продюсировал фильмы других режиссёров и снимал свои собственные работы. Так ресурс «Internet Movie Database» насчитывает более сотни кинолент, отмеченных участием Гастона Мельеса.
В последние годы жизни, 1912—1913, много путешествовал по южно-тихоокеанскому региону, Новой Зеландии и юго-восточной Азии в поисках экзотических объектов для своих фильмов.